# 山手グリーンロード

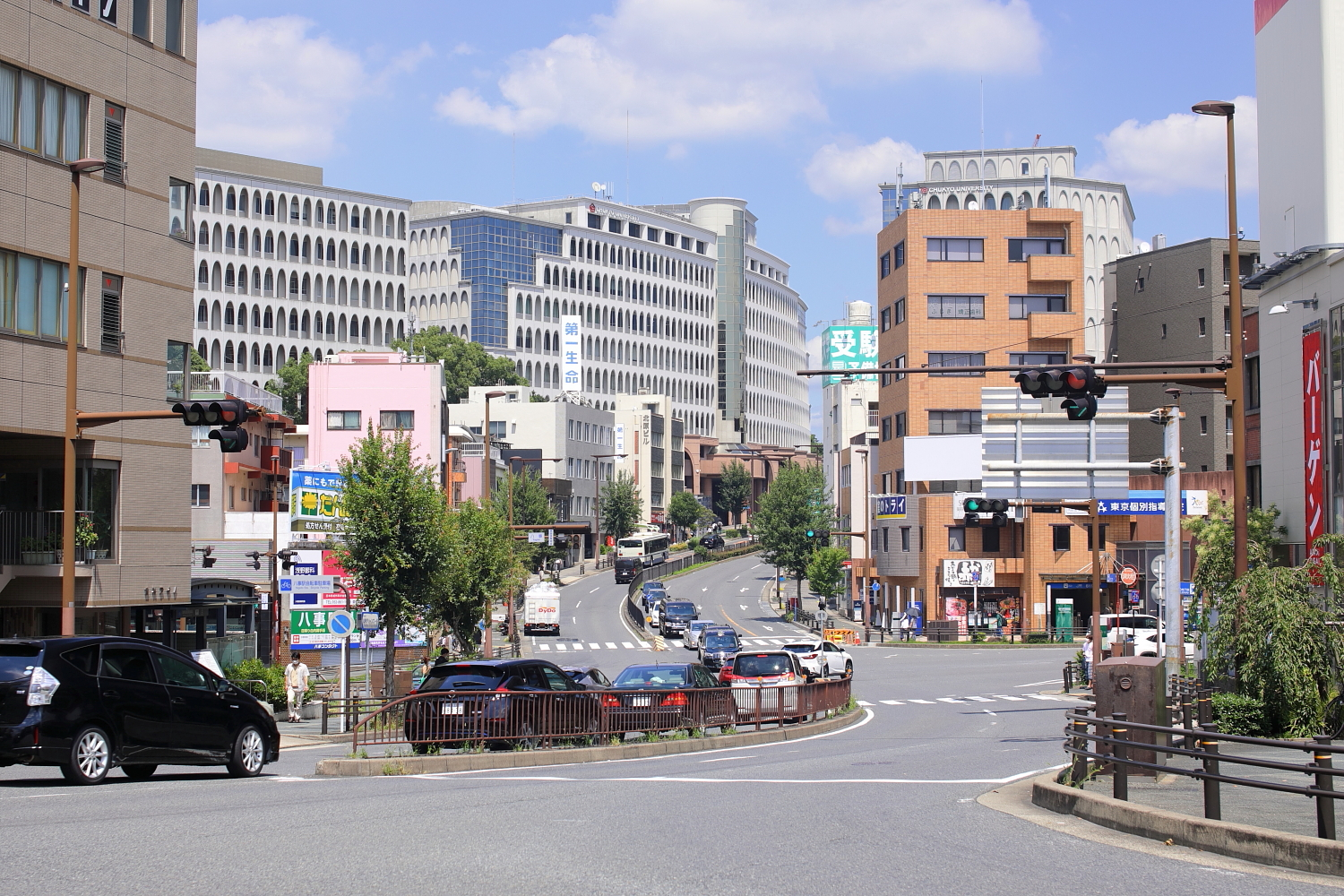
八事南交差点から見た八事交差点付近。中央左奥に見える大きな建物は中京大学。

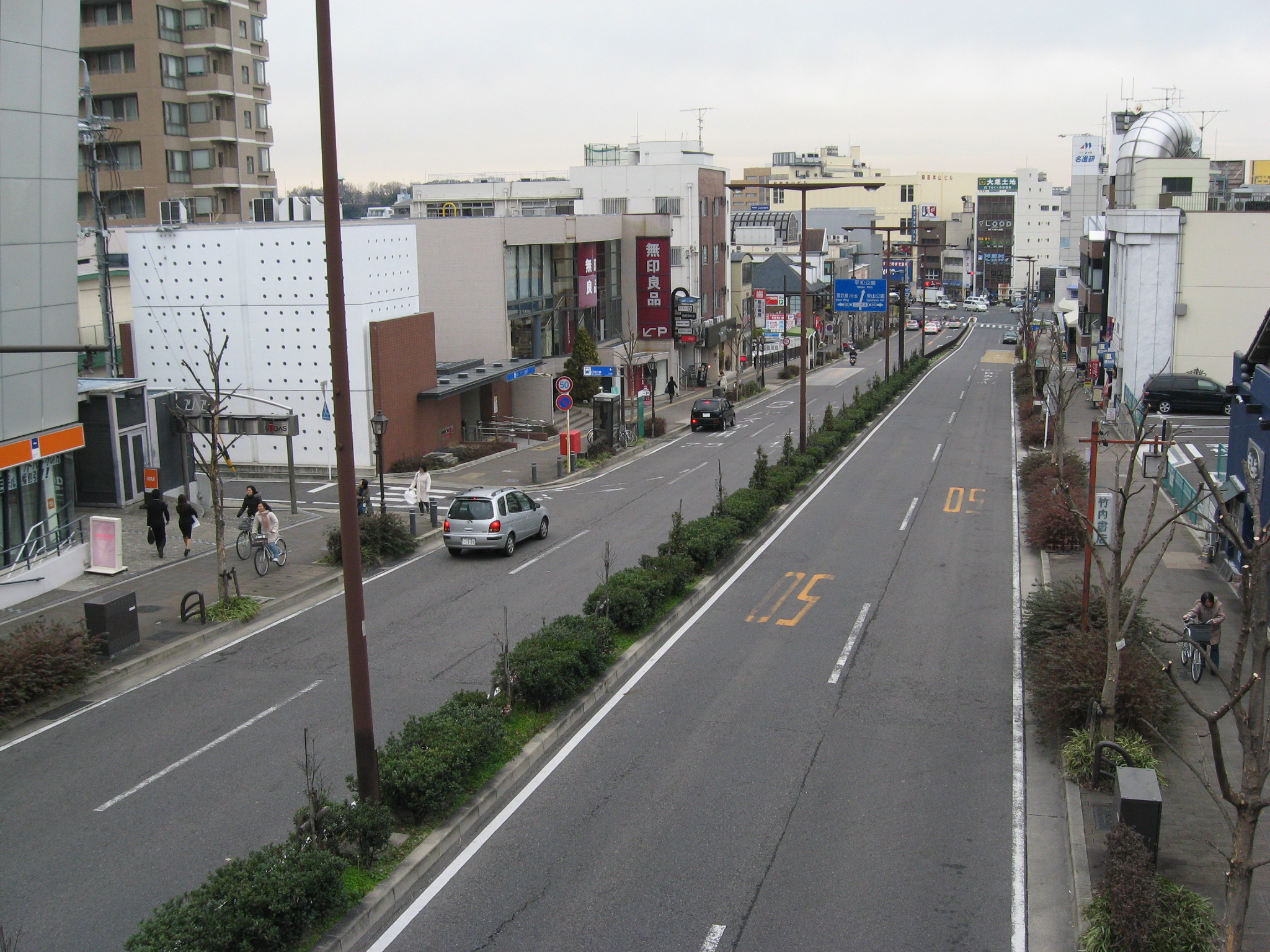
広小路通（愛知県道60号名古屋長久手線）の本山交差点付近を望む。

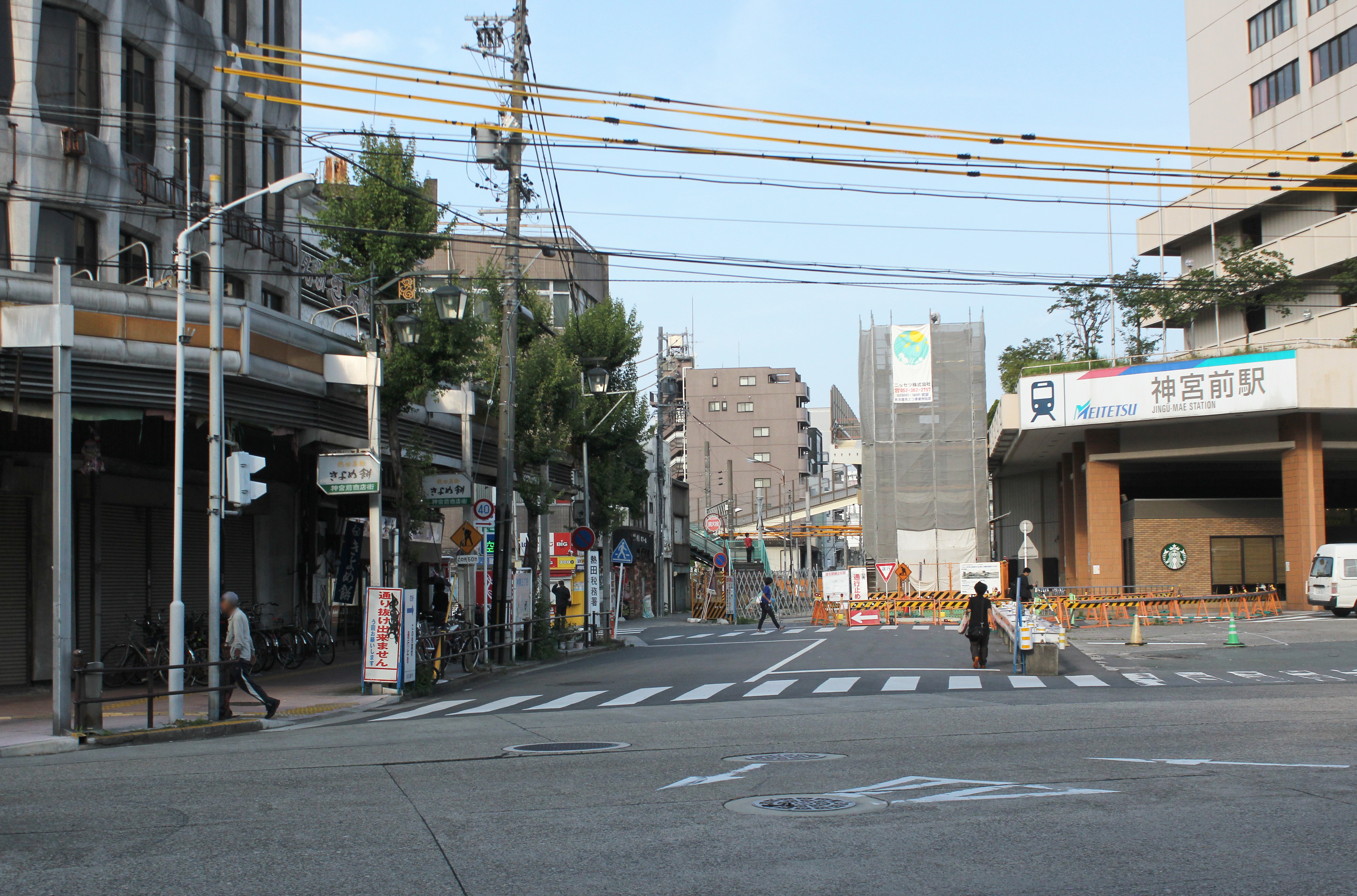
西端の熱田神宮東門付近。名鉄神宮前駅の傍らに位置する。

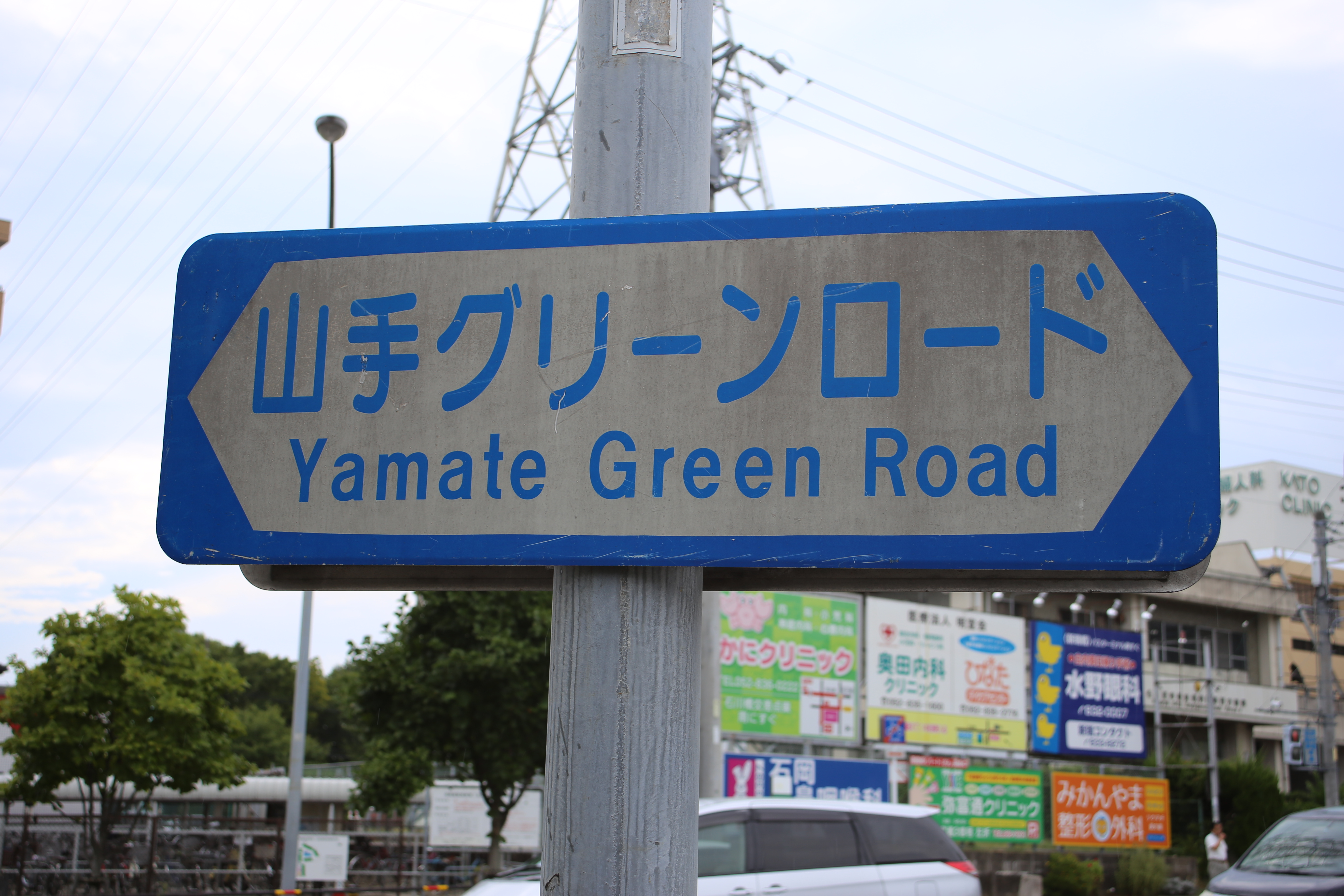
山手グリーンロードの道路案内標識。

山手グリーンロード（やまてグリーンロード）は、愛知県名古屋市内を通る名古屋の市道である。俗に「山手通」とも呼ばれる。

## 概要
熱田区神宮三丁目（熱田神宮東門付近・神宮前北交差点）から名古屋の東部丘陵地帯を通って本山で愛知県道60号名古屋長久手線（広小路通）に接する（本山交差点）までの半環状形状の道路である。
山手グリーンロードの名は1984年に名古屋市土木局が一般公募した名前である。応募数では1票と最低の部類であったが、若者の街を表すフレッシュさを買って採用された。また、同時採用された「八熊通」「太閤通」「東海通」等12路線の中にあって唯一片仮名入りの名称である。
八事山の上り坂、下り坂、緩やかなカーブが続き、グリーンロード沿いには名古屋大学・南山大学・中京大学・名城大学など、いくつかの大学が集中していることから、「山手キャンパスタウン」あるいは「大学の丘」などの愛称で呼ばれることがある。
山手通あたりはマンションや日本赤十字社愛知医療センター名古屋第二病院（八事日赤病院）などがあり、道も昔の丘陵のイメージを残した感じとなる。名古屋市の中南部と東部を結ぶほぼ4車線の道路。山下通交差点から本山交差点までは地下を名古屋市営地下鉄名城線が通っており、名古屋大学のキャンパス内を地下鉄とともに通過している。
2012年までは名鉄神宮前駅前にこの道路と交差する手動式踏切があったが、廃止された。以後車両は通過できなくなり歩行者も2016年以降は新しく造られた歩道橋で行き来する形になっている。

## 通過する自治体
- 名古屋市（熱田区 - 瑞穂区 - 昭和区 - 千種区）

## 接続路線
| 接続する道路                                         | 接続する場所                         | 接続する場所                         | 接続する場所                         | 接続する場所                                                             |
| ---------------------------------------------------- | ------------------------------------ | ------------------------------------ | ------------------------------------ | ------------------------------------------------------------------------ |
| 全ての座標を示した地図 - OSM 全座標を出力 - KML 表示 |                                      |                                      |                                      |                                                                          |
| 愛知県道226号熱田停車場伝馬線（大津通）              | 熱田区                               | 神宮三丁目                           | 神宮東門交差点                       | 北緯35度7分34秒 東経136度54分39秒 / 北緯35.12611度 東経136.91083度       |
| 名古屋市道堀田高岳線（空港線）                       | 瑞穂区                               |                                      | 牛巻交差点                           | 北緯35度7分36.5秒 東経136度55分12.2秒 / 北緯35.126806度 東経136.920056度 |
| 名古屋市道名古屋環状線（環状線）                     | 瑞穂区                               | 瑞穂通                               | 瑞穂運動場西交差点                   | 北緯35度7分28.1秒 東経136度56分8.1秒 / 北緯35.124472度 東経136.935583度  |
| 愛知県道30号関田名古屋線                             | 瑞穂区                               | 田辺通                               | 山下通交差点                         | 北緯35度7分18.9秒 東経136度56分51.8秒 / 北緯35.121917度 東経136.947722度 |
| 愛知県道220号阿野名古屋線                            | （八事南交差点・八事交差点間で重複） | （八事南交差点・八事交差点間で重複） | （八事南交差点・八事交差点間で重複） | （八事南交差点・八事交差点間で重複）                                     |
| 国道153号（飯田街道）                                | 昭和区                               | 広路町石坂                           | 八事交差点                           | 北緯35度8分12.3秒 東経136度57分51.2秒 / 北緯35.136750度 東経136.964222度 |
| 名古屋市道鏡ヶ池線                                   | 千種区                               | 四谷通                               | 四谷通3丁目交差点                    | 北緯35度9分28秒 東経136度57分57.1秒 / 北緯35.15778度 東経136.965861度    |
| 愛知県道60号名古屋長久手線（広小路通）               | 千種区                               | 本山町                               | 本山交差点                           | 北緯35度9分49.6秒 東経136度57分49.1秒 / 北緯35.163778度 東経136.963639度 |
| 全ての座標を示した地図 - OSM                         |                                      |                                      |                                      |                                                                          |
| 全座標を出力 - KML                                   |                                      |                                      |                                      |                                                                          |
| 表示                                                 |                                      |                                      |                                      |                                                                          |

## 認定路線名
特記以外は名古屋市道：起点から
- 新宮坂町第3号線
- 御田線自転車歩行者道線
- 茶屋ケ坂牛巻線
- 牛巻大喜新町線：豊岡通区間を含む
- 八勝通線
- 八事弥富線
- 愛知県道220号阿野名古屋線：認定上は県道単独区間
- 八事線
- 四谷通線

## グリーンロード沿いの施設

### 熱田区
- 熱田神宮

### 瑞穂区
- 愛知みずほ大学瑞穂高等学校
- 瑞穂郵便局
- 名古屋市瑞穂公園
  - 名古屋市瑞穂公園陸上競技場
  - 名古屋市瑞穂公園ラグビー場

### 昭和区
- 中京大学
- 八事霊園
- 日本赤十字社愛知医療センター名古屋第二病院
- 東山タワー
- 南山大学

### 千種区
- 名古屋大学
- 名古屋大学教育学部附属中学校・高等学校

## 沿線にある駅
- 名鉄名古屋本線・常滑線
  - 神宮前駅
- 名古屋市営地下鉄桜通線
  - 瑞穂運動場西駅
- 名古屋市営地下鉄名城線
  - 瑞穂運動場東駅 - 本山駅間の各駅